# Indian Super League Golden Boot
L'Indian Super League Golden Boot è un riconoscimento calcistico annuale conferito al giocatore che, durante la stagione calcistica, ha segnato il maggior numero di reti nell'Indian Super League.
Nel 2014 il premio è stato sponosorizzato dalla Maruti Suzuki e venne quindi denominato Alto K10 Indian Super League Golden Boot
Il primo Indian Super League Golden Boot venne vinto nel 2014 da Elano, giocatore del Chennaiyin Football Club dopo aver concluso il campionato con 8 goal segnati.

## Albo d'oro

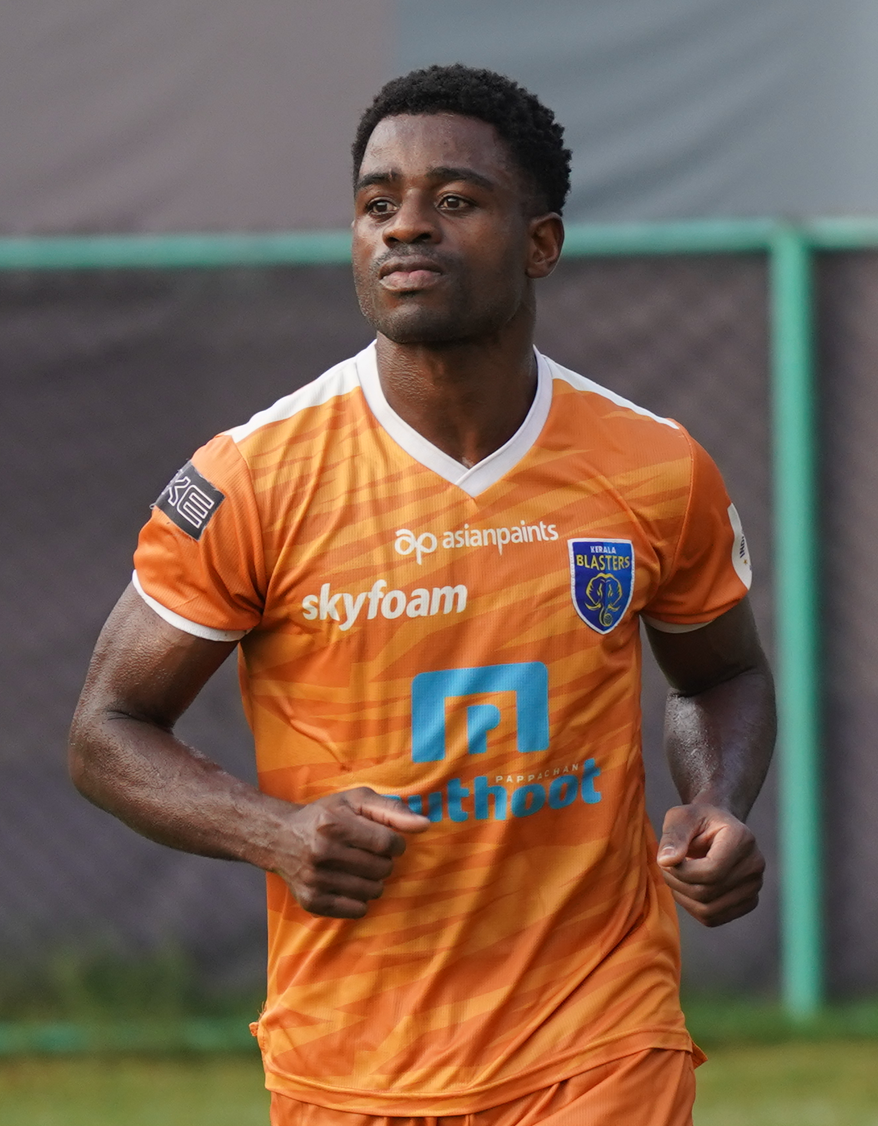
Bartholomew Ogbeche è il calciatore che ha segnato più gol nella storia della Indian Super League.

| Stagione  | Nazione             | Giocatore             | Squadra         | Reti |
| --------- | ------------------- | --------------------- | --------------- | ---- |
| 2014      | Brasile (bandiera)  | Elano                 | Chennaiyin      | 8    |
| 2015      | Colombia (bandiera) | Stiven Mendoza        | Chennaiyin      | 13   |
| 2016      | Brasile (bandiera)  | Marcelo Leite Pereira | Delhi Dynamos   | 10   |
| 2017-2018 | Spagna (bandiera)   | Ferran Corominas      | FC Goa          | 17   |
| 2018-2019 | Spagna (bandiera)   | Ferran Corominas      | FC Goa          | 16   |
| 2019-2020 | Lituania (bandiera) | Nerijus Valskis       | Chennaiyin      | 15   |
| 2020-2021 | Spagna (bandiera)   | Igor Angulo           | FC Goa          | 14   |
| 2021-2022 | Nigeria (bandiera)  | Bartholomew Ogbeche   | Hyderabad       | 18   |
| 2022-2023 | Brasile (bandiera)  | Diego Maurício        | Odisha          | 12   |
| 2023-2024 | Grecia (bandiera)   | Dīmītrīs Diamantakos  | Kerala Blasters | 13   |
| 2024-2025 | Marocco (bandiera)  | Alaeddine Ajaraie     | NorthEast Utd   | 23   |

## Statistiche della Indian Super League

### Vincitori classifica marcatori per squadra
| Titoli | Squadra         | Stagioni                        |
| ------ | --------------- | ------------------------------- |
| 3      | Chennaiyin      | 2014, 2015, 2019-2020           |
| 3      | FC Goa          | 2017-2018, 2018-2019, 2020-2021 |
| 1      | Delhi Dynamos   | 2016                            |
| 1      | Hyderabad       | 2021-2022                       |
| 1      | Odisha          | 2022-2023                       |
| 1      | Kerala Blasters | 2023-2024                       |
| 1      | NorthEast Utd   | 2024-2025                       |

### Vincitori classifica marcatori per nazione
| Titoli | Nazione  |
| ------ | -------- |
| 3      | Spagna   |
| 3      | Brasile  |
| 1      | Colombia |
| 1      | Lituania |
| 1      | Nigeria  |
| 1      | Grecia   |
| 1      | Marocco  |